# الجحجاح (اسم)
الجحجاح هو اسم علم مذكر من أصل عربي، ومعناه هو السيد المسارع إلى الكرم.

## وصلات خارجية
- موسوعة السلطان قابوس لأسماء العرب